# 水銀 (遊戲)
《水銀》是由Awesome Studios開發的益智平台游戏，於2005年發行。該作的玩法與《超级猴子球系列》相似，玩家需透過傾斜遊戲場景將水銀引導至指定的終點。該作有不同類型的關卡，分別會對通關條件有不同的要求。首席設計師阿徹·麥可萊恩於《Jimmy White's Cueball World》的小遊戲實驗新引擎時構思了該作。該作原先預計與傾斜感測器周邊裝置一起於PlayStation Portable（PSP）發行，並以運動控制為賣點，但後來因成本和技術問題而無法實現。
評論家讚賞了該作的關卡設計和物理模擬，但於關卡難度方面褒貶不一。該作於商業上的成功使其推出了兩款續作：《水銀融化》於PSP發行，後被移植到PlayStation 2和Wii；《水銀Hg》於PlayStation 3和Xbox 360發行。

## 玩法
《水銀》是一款益智平台遊戲。玩家透過傾斜遊戲場景間接控制畫面上的滴狀水銀，目標是將水銀引導至指定的終點。玩家可以使用方向鍵將水銀分離為數滴或合成為一滴水銀。遊戲畫面的左側會有倒數計時器、水銀等級量表（mercury level gauge）和信標計數器（beacon count）。通關條件為在時間和水銀量表限制內啟動所有信標，如果關卡中的水銀量表低於一定值或用盡限制時間，就須重新遊玩該關卡。

玩家可透過關卡的尖銳物體（如圖中的倒三角形柱）分離水銀。

每關都會有陷阱和障礙物，用於減少玩家的水銀量表。玩家可以運用關卡中的尖銳物體或陷阱分離水銀。遊戲中有名為「顏料場」（paint shop）的裝置，它於空中飄浮，下方有水銀經過時就可將水銀染色。關卡中的一些開關和門只在與特定顏色的水銀互動時才會啟動。水銀分離後可以分別染色，而再次合併後會形成新的顏色。水銀混色基於三原色光模式，例如紅色水銀和綠色水銀會混合成黃色水銀。
遊戲有六個區域，每個區域分為三個競速（race）關卡、三個百分比（percentage）關卡、三個任務（task）關卡、兩個組合（combo）關卡和最後的頭目關卡。競速關卡以迅速通關為主軸；百分比關卡強調降低水銀量表的消耗；任務關卡會有1－6個必須啟動的信標；組合關卡為「競速+百分比」或「百分比+任務」之通關條件的組合，而不同區域會有不同類型的組合關卡。頭目關卡是競速、百分比、任務等通關條件的結合，通關後會解鎖下個區域。如果於一個區域的所有關卡皆獲得最高分，就會解鎖該區域的獎勵關卡。解鎖所有獎勵關卡，並於所有關卡獲得最高分後，會解鎖第七個區域。

## 開發與發行
《水銀》由Awesome Studios開發，阿徹·麥可萊恩擔任首席設計師，而同類型遊戲《超级猴子球系列》是該作的靈感來源。麥可萊恩於《Jimmy White's Cueball World》的小遊戲實驗「液態金屬物理」（liquid metal physics）原型引擎時構思了《水銀》，並透過於獲取水銀，研究水銀的物理性質。開發團隊於開發期間遇到的一個難題是要模仿水銀的物理性質，即水銀如何分離和合併。Awesome Studios於遊玩測試期間發現關卡中可能會有一些捷徑，而他們為此調整了關卡佈局，以增加更多捷徑。該作原先雖預計與傾斜感測器周邊裝置一起發行，並以運動控制為賣點，但後來因成本和技術問題無法實現。麥可萊恩為使該作引起消費者注目，選擇將該作於PSP發行。開發團隊為配合PSP推出，削減了該作的開發時程，迫使他們偷工減料，而最後的成果也不如原先預期。該作於2005年4月6日由Ignition Entertainment在北美發行，同年8月4日由索尼電腦娛樂在日本發行。該作由雅達利於9月1日在歐洲發行，作為PSP的首發遊戲，9月21日在澳洲發行。該作於2010年10月19日連同續作《水銀融化》作為限量版捆綁發行。

## 反應
《水銀》於评论聚合网站Metacritic獲評「正面評論為主」。該作獲頒IGN 2005年度遊戲「最佳創新設計」獎。
評論家讚賞了該作的關卡設計和物理模擬。Eurogamer的汤姆·布拉姆韦尔讚揚該作有巧妙的關卡設計。IGN的Nix表示對關卡數量和不同設計之間的多樣性印象深刻。GameSpot的亞歷克斯·納瓦羅稱讚該作中水銀拉伸、重組、擠壓等物理性質的表現效果。GameSpy的克里斯蒂安·納特對該作的關卡設計反應冷淡，雖認為該作中最好的關卡既精巧又上癮，但最差的關卡既複雜又惱人。Pocket Gamer的歐文·比內拉克將該作與《Lumines》相比，表示「《Lumines》雖有趣，但《水銀》更令人滿意」。
該作於難度方面的評價褒貶不一。PALGN的盧克·范勒弗朗指出該作的關卡難度可達到「荒謬的水準」，但也保證這些關卡並非無法通關。納瓦羅認為該作最難的關卡並非無法通關，但批評「遊戲於你完成了不能再簡單的教學關卡後，就把你扔進萬丈深淵」。VideoGamer.com的詹姆斯·奧里同樣批評了該作的關卡難度，並發現該作沒有自動儲存功能。《Edge》則稱讚了該作的難度，表示於遊玩過程中，該作在挑戰與獎勵之間取得完美平衡，並提到「儘管過程中有大量試錯，但從未感到崩潰或被利用，自此，痛苦也轉化為愉悅」。

## 後續
| 游戏                                                                       | Metacritic           |
| -------------------------------------------------------------------------- | -------------------- |
| 《水銀融化》（PSP） 《水銀融化Remix》（PS2） 《水銀融化Revolution》（Wii） | 78/100 73/100 77/100 |
| 《水銀Hg》（PS3、Xbox 360）                                                | 74/100               |

《水銀》有兩款續作。首款續作為PSP的《水銀融化》，於2006年10月3日發行。《水銀融化》有新的關卡和模式、更加生動和卡通風格的圖形等。該作於PlayStation 2的移植版本名為「水銀融化Remix」，於Wii的移植版本名為「水銀融化Revolution」。
第二款續作《水銀Hg》於2011年6月8日在2011年電子娛樂展公佈。該作由Eiconic Games開發，在Xbox 360和PlayStation 3發行。該作新增了60個關卡、線上排行榜和音樂功能，其中音樂功能可使水銀滴和關卡隨遊戲內的音樂舞動。Eiconic Games決定重新運用原作的核心元素，並稱之為「潔淨和優雅」的風格。該作由Ignition Entertainment於9月28日發行，並加入了幽靈競賽、重播分享和PlayStaion 3版本專屬的Sixaxis傾斜控制功能。該作發行了兩部可下载內容（DLC）。該作於2011年10月19日發行名為「重元素」（Heavy Elements）的DLC，增加了45個關卡，同年11月29日發行名為「稀土元素」（Rare Earth Elements）的DLC，同樣增加了45個關卡。

## 外部連結
- 莫比游戏上的《水銀》（英文）